# جیمز کراوز
جیمز کراوز (انگلیسی: James Krause؛ زادهٔ ۴ ژوئن ۱۹۸۶) ورزشکار هنرهای رزمی ترکیبی اهل ایالات متحده آمریکا است. وی از سال ۲۰۰۷ میلادی تاکنون مشغول فعالیت بوده‌است.